# Every Loser
Every Loser — девятнадцатый студийный альбом американского рок-музыканта Игги Попа, выпущенный 6 января 2023 года с помощью лейблов Gold Tooth и Atlantic Records. Продюсером альбома является американский продюсер Эндрю Уотт. В альбоме 75-летнего крёстного отца панка принял участие звездный состав легенд рока: Дафф МакКаган (Guns N’ Roses), Чэд Смит (Red Hot Chili Peppers), Дэйв Наварро (Jane’s Addiction), Тейлор Хокинс (Foo Fighters) и другие.

## История
28 октября 2022 года Поп представил первый сингл «Frenzy» с участием Даффа МакКагана и Чада Смита. Песня была описана как «грубая» и «энергичная». Певец объявил об альбоме и деталях релиза на своих аккаунтах в социальных сетях 10 ноября 2022 года. Анонсируя альбом, Поп назвал сотрудничество с Уаттом и Gold Tooth «старомодным». Намерение альбома — «выбить дерьмо» из слушателя
Своё название Every Loser получил от трека «Comments», где крестный отец панка изрекает: «Каждому неудачнику нужно немного радости». Песня рассказывает о мачизме сетевых троллей и о том, как хорошо, по мнению Попа, они себя чувствуют, когда называют его «слабаком» в комментариях.

## Отзывы
| Совокупная оценка | Совокупная оценка |
| Источник          | Оценка            |
| ----------------- | ----------------- |
| Metacritic        | 79/100            |
| Оценки критиков   |                   |
| Источник          | Оценка            |
| DIY               | [ 6 ]             |
| The Guardian      | [ 7 ]             |
| NME               | [ 4 ]             |
| The Skinny        | [ 8 ]             |
| Slant             | [ 9 ]             |

Every Loser получил в целом положительные отзывы критиков. На сайте Metacritic, который присваивает нормализованный рейтинг из 100 баллов по отзывам критиков, альбом получил средний балл 79, что означает «в целом благоприятные отзывы», на основе 23 рецензий
Лиза Райт из DIY написала, что «Охватывая все стороны своей 50-летней карьеры, „Every Loser“ — это Игги, отбрасывающий правила поздней карьеры и получающий кучу удовольствия». Эрика Кэмпбелл из NME отметила, что «Крёстный отец панка устраивает буйное возвращение к своим корням» и продолжил: «это высокоскоростная поездка, полная восхитительных доз остроумия и грубости. Он втягивает нас в настоящее с той же первобытной рок-энергией, с которой начал свою карьеру в 60-х годах, без какой-либо лебединой песни. Такого Игги мы не слышали уже давно». Рецензент пришёл к выводу, что Every Loser — «это современное воскрешение первобытного панка от единственного музыканта, способного его сделать». В своей рецензии для The Skinny Льюис Робертсон заметил, что Игги Поп в Every Loser использует своё самое эффективное оружие — свой хриплый протопанк-вокал и «безумное высокооктановое присутствие в студии» и далее заявил: «Он свободно топает по альбому, как Тираннозавр рекс, устрашающая сила природы из далекой первобытной эпохи».

## Список композиций
| №                   | Название                        | Автор(ы)                                           | Длительность |
| ------------------- | ------------------------------- | -------------------------------------------------- | ------------ |
| 1.                  | «Frenzy»                        | Игги Поп Эндрю Уотт [англ.] Дафф МакКаган Чад Смит | 3:00         |
| 2.                  | «Strung Out Johnny»             | Поп Уотт Джош Клингхоффер Смит                     | 4:13         |
| 3.                  | «New Atlantis»                  | Поп Уотт МакКаган Смит                             | 4:08         |
| 4.                  | «Modern Day Ripoff»             | Поп Уотт МакКаган Смит                             | 3:29         |
| 5.                  | «Morning Show»                  | Поп Уотт                                           | 3:47         |
| 6.                  | «The News for Andy» (interlude) | Поп Уотт                                           | 0:55         |
| 7.                  | «Neo Punk»                      | Поп Уотт Klinghoffer Travis Barker                 | 2:15         |
| 8.                  | «All the Way Down»              | Поп Уотт Stone Gossard Смит                        | 4:29         |
| 9.                  | «Comments»                      | Поп Уотт Эрик Эвери Тейлор Хокинс                  | 3:53         |
| 10.                 | «My Animus» (interlude)         | Поп Уотт                                           | 1:02         |
| 11.                 | «The Regency»                   | Поп Уотт Дэйв Наварро Chris Chaney Хокинс          | 5:42         |
| Общая длительность: | Общая длительность:             | Общая длительность:                                | 36:53        |

## Чарты
| Чарт (2023)                         | Высшая позиция |
| ----------------------------------- | -------------- |
| Австралия (ARIA)                    | 72             |
| Австрия (Ö3 Austria)                | 7              |
| Бельгия/Фландрия (Ultratop)         | 32             |
| Бельгия/Валлония (Ultratop)         | 15             |
| Нидерланды (Album Top 100)          | 58             |
| Финляндия (Suomen virallinen lista) | 40             |
| Франция (SNEP)                      | 8              |
| Германия (Offizielle Top 100)       | 2              |
| Венгрия (MAHASZ)                    | 7              |
| Италия (FIMI)                       | 57             |
| Португалия (AFP)                    | 13             |
| Шотландия (Scottish Albums Chart)   | 2              |
| Испания (PROMUSICAE)                | 58             |
| Швейцария (Schweizer Hitparade)     | 1              |
| Великобритания (UK Albums Chart)    | 33             |